# Tora! Tora! Tora!
Tora! Tora! Tora! (japonès: トラ・トラ・トラ) és una pel·lícula estatunidenca i japonesa, que dramatitza l'atac japonès sobre Pearl Harbor. Va ser dirigida per Richard Fleischer i protagonitzada per Martin Balsam, Joseph Cotten, Sō Yamamura, E.G. Marshall, James Whitmore i Jason Robards. El títol fa referència a la paraula clau usada per indicar que s'havia assolit sorprendre totalment a l'enemic. Habitualment es creu que literalment significa "Tigre! Tigre! Tigre!", però no és així. De fet és un missatge codificat en japonès que diu togeki-raigeki　闘 撃　雷撃　(Atac-torpedo atac), esdevenint to-ra, to-ra, to-ra.

## Argument
La pel·lícula relata l'atac japonès sobre la base naval estatunidenca a Pearl Harbor el 7 de desembre de 1941. "Tora! Tora! Tora!" és la frase que van fer servir els japonesos per indicar que la primera onada de l'atac s'havia assolit amb èxit. La pel·lícula reprodueix de manera meticulosa l'atac, així com els fets que van precedir-lo, tant pel costat japonès com per l'estatunidenc; per un costat estan els militars japonesos, com i perquè decideixen realitzar un atac per etapes; i per l'altre mostra el fet com entre l'alt comandament estatunidenc regnava l'escepticisme i una confiança excessiva, i ignoraven la possibilitat d'un atac així.

## Producció
El veterà executiu Darryl F. Zanuck de la 20th Century Fox, que anteriorment havia produïtThe Longest Day el 1962, volia crear una èpica que descrigués el que "realment havia succeït el 7 de desembre de 1941", amb una "aproximació revisionista". Ell creia que els comandants a Hawaii, General Short i Admiral Kimmel, tot i haver estat culpats durant dècades, van preparar unes mesures defensives adequades per les amenaces existents, incloent la recol·locació dels caces a Pearl Harbor al centre de la base, davant els temors de sabotatge del japonesos a l'ila. Malgrat les mancances a intel·ligència, havien rebut una alerta limitada del risc cada cop major d'un atac aeri. Reconeixent que era necessari fer una narració equilibrada i objectiva, Zanuck realitzà una co-producció entre Estats Units i Japó, perseguint un "punt de vista des d'ambdues nacions". Va ser ajudat pel seu fill, Richard D. Zanuck, que era el cap executiu de la Fox durant aquella època.
La producció de Tora! Tora! Tora! s'estengué durant 3 anys per planejar i preparar els 8 mesos de rodatge. The La pel·lícula es realitzà en dues produccions separades, una als Estats Units i dirigida per Richard Fleischer, i l'altre al Japó. La part japonesa havia de ser rodada inicialment per Akira Kurosawa, que havia treballat al guió i a la preproducció durant dos anys; però després de rodar durant dues setmanes, va ser substituït per Toshio Masuda i Kinji Fukasaku.
Larry Forrester i els col·laboradors habituals de Kurosawa, Hideo Oguni i Ryuzo Kikushima van escriure el guió, basant-se en els llibres escrits per Ladislas Farago i Gordon Prange (qui serví com a consultor tècnic). Nombrosos consultors tècnics, dels quals diversos havien participat en la preparació i/o en la batalla, van ser crucials per mantenir l'exactitud de la pel·lícula. Minoru Genda, principal planificador i comandant de l'atac sobre Pearl Harbor va fer de conseller tècnic per la pel·lícula.

## Precisió històrica

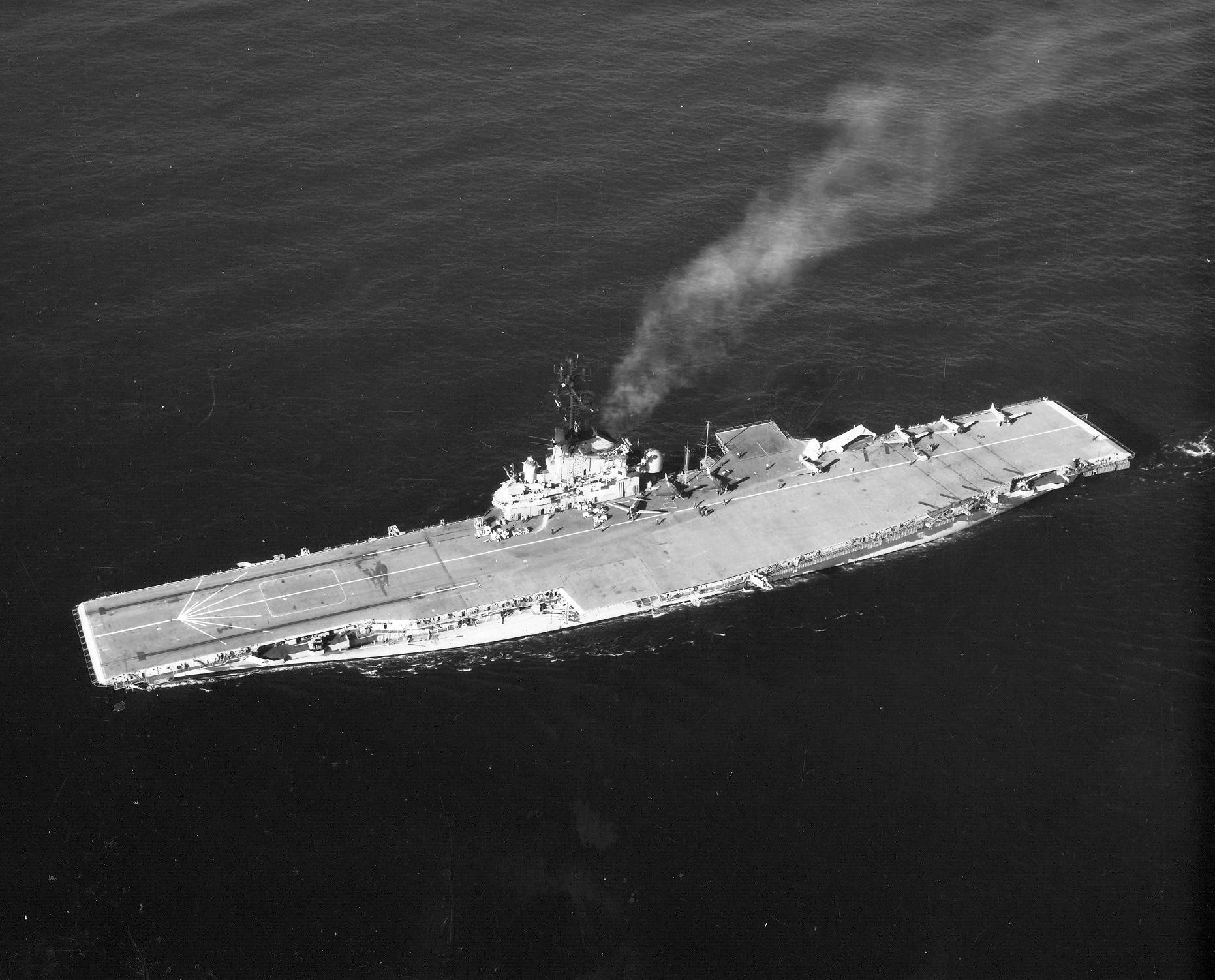
El USS Yorktown durant el rodatge de Tora! Tora! Tora!, 1968.

Per rodar l'enlairament dels avions es va fer servir un portaavions classe Essex, el USS Yorktown, comissionat el 1943 i modernitzat després de la guerra. El vaixell va ser llogat als productors, que necessitaven un portaavions per a la pel·lícula. Estava previst que el Yorktown fos decomissionat poc després. La seqüència mostra un intercanvi de plànols dels avions japonesos i el Yorktown. No sembla cap dels portaavions japonesos que participaren en l'atac, a causa de la seva gran illa del pont i l'angle de la seva coberta d'enlairament. Els portaavions japonesos tenien illes petites, i les cobertes de vol ancorades no van començar a fer-se fins després de la guerra. A més, durant la l'escena en que l'almirall Halsey esta observant les pràctiques de bombardeig apareix un portaavions amb el número 14 al casc (l'almirall Halsey estava a bord del USS Enterprise, no de l'USS Ticonderoga, que no seria comissionat fins al 1944. Aquest error és comprensible, malgrat tot, perquè tant el Enterprise com els sis portaavions japonesos que participaren en l'atac havien estat desballestat i enfonsats, respectivament. El Enterprise havia estat desballestat el 1959, i quatre dels sis portaavions japonesos, incloent l'Akagi vam ser enfonsats sis mesos després durant la batalla de Midway.

### Curiositats
- Quan els personatges japonesos es refereixen durant la pel·lícula a la data de l'atac, diuen "8 de desembre", la qual cosa és tècnicament correcte, car al Japó és un dia més que als Estats Units; però als subtítols es traduí com a "7 de desembre" per evitar confusions entre el públic estatunidenc.
- L'Oficina d'Informació de la US Navy quedà inundada de queixes de ciutadans estatunidencs quan les Forces Armades permeteren que personal en actiu participés en la recreació de l'atac a Pearl Harbor, la qual cosa alguns veien com que glorificava l'agressió japonesa i mostrava gens preparats als americans.
- Tot i que molt personal en actiu de la US Navy aparegué a la pel·lícula, només se'ls permeté treballar fora de les hores de servei, i la productora els hagué de pagar com a qualsevol altre extra.
- El mariner ferit que apareix disparant contra els avions japonesos està basat en el Chief Ordnanceman John William Finn, destinat a l'Estació Aèria Naval de Kaneohe el 7 de desembre de 1941, que muntà una metralladora de calibre .50 i, malgrat ser ferit en diverses ocasions, seguí disparant contra els Zero durant la segona onada, aconseguint diversos impactes i abatent-ne un, pilotat pel Tinent Fusata Iida. Finn posteriorment rebria la Medalla d'Honor.

## Repartiment
| Actor               | Paper                                                                                                |
| ------------------- | --- |
| Martin Balsam       | Admiral Husband E. Kimmel, Comandant en Cap, U.S. Pacific Fleet                                      |
| So Yamamura         | Kaigun Taishō Isoroku Yamamoto, Comandant en Cap Flota Combinada                                     |
| Joseph Cotten       | Secretari de la Guerra Henry L. Stimson                                                              |
| Tatsuya Mihashi     | Kaigun Chūsa Minoru Genda                                                                            |
| E. G. Marshall      | Coronel Rufus S. Bratton, Cap de la Secció de l'Extrem Orient de la Divisió d'Intel·ligència Militar |
| James Whitmore      | Vice Admiral William F. Halsey                                                                       |
| Takahiro Tamura     | Kaigun Chūsa Mitsuo Fuchida                                                                          |
| Eijiro Tono         | Kaigun Chūjō Chuichi Nagumo, Comandant en cap de la 1a Flota Aèria                                   |
| Jason Robards       | Tinent General Walter C. Short, Comandant en Cap, U.S. Army Forces Hawaii                            |
| Wesley Addy         | Tinent Comandant Alwin D. Kramer, Criptògraf, OP-20-G                                                |
| Shogo Shimada       | Kaigun Taishō Kichisaburo Nomura, ambaixador japonès als Estats Units                                |
| Frank Aletter       | Tinent Comandant Francis J. Thomas                                                                   |
| Koreya Senda        | Primer Ministre Príncep Fumimaro Konoe                                                               |
| Leon Ames           | Secretari de la Marina Frank Knox                                                                    |
| Junya Usami         | Kaigun Taishō Zengo Yoshida, ministre de la Marina                                                   |
| Richard Anderson    | Captain John B. Earle                                                                                |
| Kazuo Kitamura      | Ministre d'Exteriors Yosuke Matsuoka                                                                 |
| Keith Andes         | General George C. Marshall, Cap de l'Estat Major dels Estats Units                                   |
| Susumu Fujita       | Kaigun Shōshō Tamon Yamaguchi                                                                        |
| Edward Andrews      | Almirall Harold R. Stark, Cap d'Operacions Navals                                                    |
| Bontaro Miyake      | Kaigun Taishō Koshiro Oikawa, Ministre de la Marina                                                  |
| Neville Brand       | Tinent Harold Kaminski, Oficial de Servei, 14è Districte Naval                                       |
| Ichiro Ryuzaki      | Kaigun Shōshō Ryunosuke Kusaka, Cap d'Estat Major, 1a Flota Aèria                                    |
| Leora Dana          | Sra. Kramer                                                                                          |
| Asao Uchida         | Rikugun Taishō Hideki Tojo, Ministre de la Guerra                                                    |
| George Macready     | Secretari d'Estat Cordell Hull                                                                       |
| Norman Alden        | Major Truman H. Landon, Oficial comandant, 38è Esquadró de Reconeixement                             |
| Kazuko Ichikawa     | Geisha a Kagoshima                                                                                   |
| Walter Brooke       | Capità Theodore S. Wilkinson, Director d'Intel·ligència Naval                                        |
| Hank Jones          | Davey, pilot en pràctiques                                                                           |
| Rick Cooper         | Tinent de 2a George Welch, pilot, 47è Esquadró de Persecució                                         |
| Karl Lukas          | Capità Harold C. Train, Cap d'Estat Major, Battle Force, Flota del Pacífic                           |
| June Dayton         | Miss Ray Cave, secretària, OP-20-G                                                                   |
| Ron Masak           | Tinent Lawrence E. Ruff, Oficial de comunicacions, USS Nevada                                        |
| Jeff Donnell        | Miss Cornelia Clark Fort, instructora civil de vol                                                   |
| Shunichi Nakamura   | Kaigun Daisa Kameto "Gandhi" Kurishima, Oficial Superior d'Estat Major, Flota Combinada              |
| Richard Erdman      | Coronel Edward F. French, Cap, Centre del Departament de Senyals                                     |
| Hiroshi Nihonyanagi | Kaigun Shōshō Chuichi Hara, Commander, 5th Carrier Division                                          |
| Jerry Fogel         | Tinent Comandant William W. Outerbridge, capità del USS Ward                                         |
| Carl Reindel        | Tinent de 2a Kenneth M. Taylor, pilot, 47è Esquadró de Persecució                                    |
| Elven Havard        | Contramestre de 3a classe Doris Miller, USS West Virginia                                            |
| Edmon Ryan          | Contraalmirall Patrick N. L. Bellinger, Comandant, 2a Ala de Patrulla                                |
| Toshio Hosokawa     | Kaigun Shōsa Shigeharu Murata, Comandant, 1a Unitat d'Atac de Torpedes, Akagi                        |
| Hisao Toake         | Saburo Kurusu, enviat especial japonès als Estats Units                                              |

## Rebuda
En el moment de la seva estrena, es pensà que Tora! Tora! Tora! seria un fracàs als Estats Units, tot i que la recaptació de $29,548,291 la va situar al novè lloc de les pel·lícules de més èxit a la taquilla el 1970. Va ser un gran èxit al Japó i, durant els anys, les successives reedicions en format domèstic han fet augmentar els beneficis.
Roger Ebert va dir que era «una de les superproduccions més avorrides i més mortes que s'han fet» i patia del fet de no tenir «cap personatge amb qui identificar-se». A més, criticà la pel·lícula per la seva escassa actuació i pels efectes especials a la seva crítica de 1970. Segons Vincent Canby, crític de The New York Times, la pel·lícula «no és més que una irrellevància de 25 milions de dòlars». La revista Variety també la trobà avorrida, tot i que lloà les seqüències d'acció i els mèrits de producció. James Berardinelli, malgrat tot, afirmà que «és estrany que una pel·lícula aconsegueixi entretenir, informar i educar»
Charles Champlin, a la seva crítica per a Los Angeles Times del 23 de setembre de 1970, considerà les principals virtuts de la pel·lícula com a "espectaculars", així com l'acurada recreació d'un fet històric. Malgrat les crítiques negatives inicials, la pel·lícula va acabar sent aplaudida per la crítica per les seves espectaculars escenes d'acció, i trobà el favor dels aficionats en aviació i en història. La pel·lícula té una taxa de 65% "Fresc" a la web Rotten Tomatoes,
Diverses pel·lícules posteriors, així com sèries de televisió basades en la Guerra del Pacífic han fet servir metratge de a causa de la seva «pràcticament perfecció en la cura documental». Entre aquestes trobem Midway (als comentaris del DVD de Tora! Tora! Tora!, Fleischer es mostra enfadat perquè la Universal va fer server el metratge), Pearl (minisèrie televisiva de 1978), From Here to Eternity (minisèrie televisiva de 1979), The Final Countdown, l'episodi "Lest We Forget" de Magnum, P.I. i Austràlia.

## Premis i nominacions
| Any  | Premi                | Categoria                 | Nominats | Resultat  |
| ---- | -------------------- | ------------------------- | --- | --------- |
| 1971 | Premis de l'Acadèmia | Millor Direcció Artística | Jack Martin Smith, Yoshirô Muraki, Richard Day, Taizô Kawashima, Walter M. Scott, Norman Rockett, Carl Biddiscombe | Nominat   |
| 1971 | Premis de l'Acadèmia | Millor Muntatge           | James E. Newcom, Pembroke J. Herring, Shinya Inoue                                                                 | Nominat   |
| 1971 | Premis de l'Acadèmia | Millor So                 | Murray Spivack, Herman Lewis                                                                                       | Nominat   |
| 1971 | Premis de l'Acadèmia | Millors Efectes Visuals   | A.D. Flowers, L.B. Abbott                                                                                          | Guanyador |
| 1971 | Premis de l'Acadèmia | Millors Fotografia        | Charles F. Wheeler, Osamu Furuya, Shinsaku Himeda, Masamichi Satoh                                                 | Nominat   |